# Ludwig Schuberth
Ludwig Schuberth, avstrijski rokometaš, * 24. julij 1911, † 30. september 1989.
Leta 1936 je na poletnih olimpijskih igrah v Berlinu v sestavi avstrijske rokometne reprezentance osvojil srebrno olimpijsko medaljo.